# Nomioides fortunatus
Nomioides fortunatus är en biart som beskrevs av Blüthgen 1937. Nomioides fortunatus ingår i släktet Nomioides och familjen vägbin. Inga underarter finns listade i Catalogue of Life.